# Lawrence Kaplow
Lawrence (Larry) Kaplow – amerykański scenarzysta i producent telewizyjny najbardziej znany z pracy dla telewizji FOX przy serialu Dr House. W 2005 roku zdobył nagrodę Writers Guild of America za "Najlepszy Scenariusz Telewizyjny, Odcinka Serialu Dramatycznego" za odcinek "Sekcja zwłok (Autopsy)" (2x02) serialu Dr House.
Poza pracą przy Housie, Kaplow pisał również scenariusze dla seriali: Sprawy rodzinne (Family Law), Nocny kurs (Hack) i K-Ville. Opuścił House'a po trzecim sezonie dla kontraktu z 20th Century Fox, jednak wrócił do serialu w piątym sezonie jako scenarzysta/współproducent.

## Scenariusze odcinków serialuDr House
- 1x02 - "Ojcostwo (Paternity)" (2004)
- 1x11 - "Detoks (Detox)", z Thomasem L. Moranem (2005)
- 1x14 - "Opanowanie (Control)" (2005)
- 1x19 - "Dzieci (Kids)", z Thomasem L. Moranem (2005)
- 1x22 - "Miesiąc miodowy (Honeymoon)", z Johnem Mankiewiczem (2005)

- 2x02 - "Sekcja zwłok (Autopsy)" (2005)
- 2x12 - "Rozrywki (Distractions)" (2006)
- 2x23 - "Kto jest twoim tatą? (Who's Your Daddy?)", z Johnem Mankiewiczem(2006)
- 2x24 - "Bez powodu (No Reason)", z Davidem Shore (2006)

- 3x01 - "Sens życia (Meaning)", z Davidem Shore (2006)
- 3x02 - "Kain i Abel (Cane and Able)" (2006)
- 3x15 - "Półgłówek (Half-Wit)" (2007)
- 3x24 - "Ludzki błąd (Human Error)" z Thomasem L. Moranem (2007)

- 5x02 - "Nie-rak (Not Cancer)" z Davidem Shore (2008)
- 5x13 - "Duże dziecko (Big Baby)" z Davidem Foster (2009)
- 5x23 - "Pod skórą (Under My Skin)" z Pamelą Davis (2009)

- 6x06 - "Brave Heart" (2009)
- 6x16 - "Black Hole" (2010)

- 7x07 - "A Pox on our House" (2010)